# Paraformaldehyd
Paraformaldehyd  (PFA) ist das kurzkettige Polymer des Formaldehyds, der Polymerisationsgrad beträgt 8–100. Es handelt sich um ein weißes Pulver, das bei niedrigem pH-Wert oder unter Erhitzung wieder in Formaldehyd aufgespalten wird. Der Abbau erfolgt dabei über die Endgruppen. Werden diese durch eine Veresterung oder Veretherung geschützt, so wird ein stabiler Kunststoff erhalten, das Polyoxymethylen.

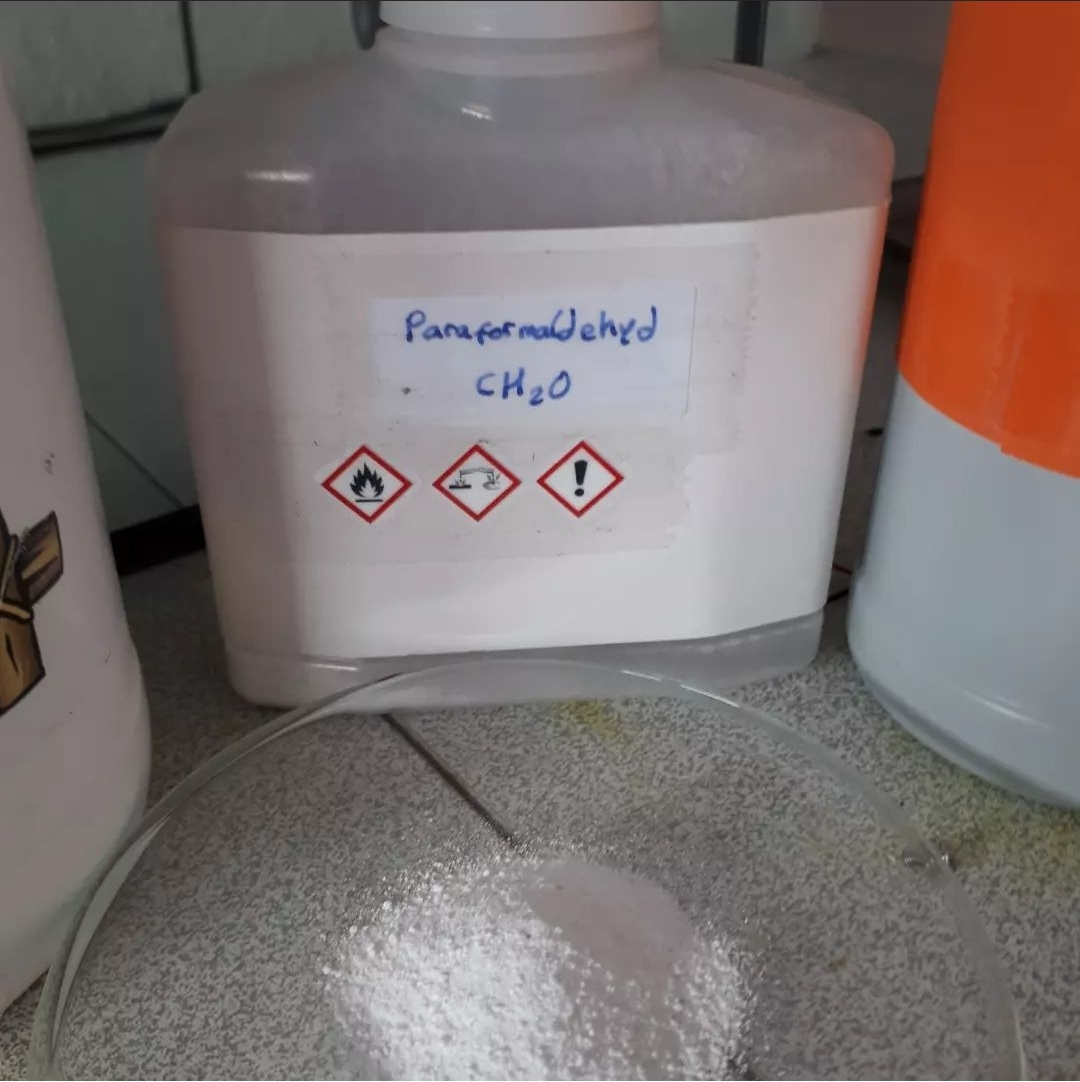
Der dem Formaldehyd; CH_{2}O (Gas), in Modifikation eines Pulvers, analoge Feststoff.

Beim Erhitzen von Paraformaldehyd in Wasser oder einer wässrigen Pufferlösung zerfällt es, man erhält eine Formaldehydlösung. Diese wird manchmal als „Paraformaldehydlösung“ bezeichnet, um sie von Formaldehydlösungen abzugrenzen, die durch Verdünnung aus Formalin entstanden sind, einer konzentrierten Formaldehydlösung, die zur Stabilisierung auch Methanol enthält. Strenggenommen ist die Bezeichnung Paraformaldehydlösung jedoch falsch, da das Polymer in Wasser unlöslich ist.
Diese Lösung wird in der Biologie für die Fixierung von Geweben oder Zellkulturen verwendet, in der Regel in Konzentrationen zwischen 0,5 % und 4 %, gepuffert auf neutralen pH-Wert. Die Wirkung beruht auf der reversiblen Vernetzung von Proteinen. Die Bindung ist thermolabil, was bei der PCR und bei der Antigendemaskierung und Extraktion von FFPE-Gewbe genutzt wird.
Paraformaldehyd ist gesundheitsschädlich und steht im Verdacht, krebserregend zu sein. Der orale LD50-Wert für eine Ratte liegt bei 592 mg/kg. Der Dampfdruck bei 25 °C liegt bei 2hPa.
Die Maximale Arbeitsplatzkonzentration beträgt 0,3 ml·m−3 bzw. 0,37 mg·m−3.
In der präparativen Chemie kann Paraformaldehyd für Formylierungsreaktionen und davon abgeleitete Synthesen Anwendung finden, z. B. Mannich-Reaktion, Blanc-Reaktion („Chlormethylierung“).